# 陳嘉上
陳嘉上，MH（1960年1月16日—），香港電影導演及編劇。1980年加入邵氏電影公司工作，1983年首次擔任編劇，1988年首次執導自己編劇的香港電影《三人世界》。憑《野獸刑警》奪得第18屆香港電影金像獎最佳導演及最佳編劇。2007年接替許鞍華任香港電影導演協會會長，前任香港電影金像獎董事局主席。
陳嘉上前妻為前演員陳慧儀，兩人於拍攝電影小男人週記時認識。

## 生平
陳嘉上畢業於聖若瑟英文中學，於加拿大修讀城市地理，回港後，看了章國明導演的《邊緣人》，深受該電影的創意及深度感染，應徵邵氏電影公司的助理製片，但發現所負責的是管理工作而非拍攝工作，於是在一年後轉職負責特技道具。後來邵氏電影公司精簡架構，陳嘉上不忍裁走下屬，於是自己請辭。輾轉之下跟黃泰來導演擔任場記，後來被黃導演臨時拉夫去寫劇本，從此踏上編劇之路。
後來，陳嘉上所寫的《三人世界》劇本沒有導演肯接拍，結果製作人冼杞然、香港媒體人甘國亮及該劇主角林子祥建議由陳嘉上親自執導，因此開始了導演生涯。《三人世界》由香港電影金像獎和台灣金馬獎雙料影后鄭裕玲主演，同劇還有林子祥和周慧敏演出。榮獲第8屆香港電影金像獎最佳編劇獎。
1997年憑《飛虎》榮獲第3屆香港電影評論學會大獎最佳導演獎。
1999年憑《野獸刑警》榮獲第5屆香港電影評論學會大獎最佳電影和第18屆香港電影金像獎最佳電影、導演和編劇三項大獎。
2005年憑《A-1頭條》榮獲第11屆香港電影評論學會大獎最佳編劇。

## 電影作品

### 執導作品
- 三人世界（1988年）（執行導演）
- 小男人周記（1989年）
- 小男人週記 II 錯在新宿（1990年）
- 逃學威龍（1991年）
- 神探馬如龍（1991年）
- 逃學威龍2（1992年）
- 武狀元蘇乞兒（1992年）
- 機Boy小子之真假威龍（1992年）
- 錦繡前程（1994年）
- 精武英雄（1994年）
- 飛虎雄心（1994年）
- 霹靂火（1995年）
- 飛虎（1996年） (獲香港電影評論學會大獎最佳導演）
- 天地雄心（1997年）
- 野獸刑警（1998年）
- 公元2000（2000年）
- 戀戰沖繩（2000年）
- 飛龍再生（2003年）
- 老鼠愛上貓（2003年）
- A-1頭條（2004年）
- 至尊無賴（2006年）
- 三分鐘先生（2006年）
- 畫皮（2008年）
- 格鬥天王（英语：The King of Fighters (film)）（2010年）
- 画壁（2011年）
- 四大名捕（2012年）（与秦小珍聯合導演）
- 四大名捕II（2013年）
- 奇幻夜（2013年）（與劉國昌、泰迪羅賓聯合導演）
- 四大名捕大结局（2014年）
- 蕩寇風雲（2017年）
- 有一點動心（2021年）
- 暴风（2023年）
- 神秘寶藏（未上映）（與鄭中基聯合導演）

### 監製作品
- 噴火女郎（1992年）
- 風塵三俠（1993年）
- 一千零一夜之夢中人（1995年）
- 求戀期（1997年）
- 天地雄心（1997年）
- G4特工（1997年）
- 殺手之王（1998年）
- 天旋地戀（1999年）
- 完美情人（2001年）
- 常在我心（2001年）
- 二人三足（2002年）
- 飛虎雄師（2002年）
- 三分鐘先生（2006年）
- 京城81號2（2017年）
- 鮫珠傳（2017年）
- 臥虎潛龍（2019年）
- 秋寒江南（2020年）(網絡電影)

### 編劇作品
- 緣份（1984年）
- 靚妹正傳（1987年）
- 三人世界（1988年）
- 飛龍猛將（1988年）
- 城市特警（1988年）
- 雙肥臨門（1988年）
- 小男人週記（1989年）
- 小男人週記 II 錯在新宿（1990年）
- 逃學威龍（1991年）
- 豪門夜宴（1991年）
- 何日君再來（1991年）
- 武狀元蘇乞兒（1992年）
- 噴火女郎（1992年）
- 機Boy小子之真假威龍（1992年）
- 逃學威龍2（1992年）
- 九二神鵰之痴心情長劍（1992年）
- 衛斯理之老貓（1992年）
- 精武英雄（1994年）
- 錦繡前程（1994年）
- 飛虎雄心（1994年）
- 中南海保鏢（1994年）
- 飛虎（1996年）
- 野獸刑警（1998年）
- 真味小和尚（2000年）
- 戀戰沖繩（2000年）
- 老鼠愛上貓（2003年）
- 飛龍再生（2003年）
- A-1頭條（2004年） (獲香港電影評論學會大獎最佳編劇）
- 三分鐘先生（2006年）
- 愛無間（2006年）
- 至尊無賴（2006年）
- 畫皮（2008年）
- 精武風雲：陳真（2010年）
- 畫壁（2011年）
- 四大名捕（2012年）
- 四大名捕2（2012年）
- 奇幻夜（2013年）
- 四大名捕大結局（2014年）
- 追捕（2017年）
- 有一點動心（2021年）

### 演出
- 城市特警（1988年）
- 雙肥臨門（1988年） 飾搶手袋賊
- 雙龍會（1992年） [客串]
- 我要成名（2006年） [客串]

## 電視劇監製作品
- 2020年《天醒之路》
- 不說謊戀人（待上映）(網絡劇)

## 外部連結
- 中文電影資料庫 - 陳嘉上 （页面存档备份，存于）
- 2打 6地盤 - 陳嘉上網誌 （页面存档备份，存于）
- 陳嘉上的新浪微博
- 陳嘉上在香港影庫上的簡介
- 陳嘉上在豆瓣上的资料（简体中文）
- 陳嘉上在时光网上的簡介（简体中文）
- 陳嘉上在互联网电影资料库（IMDb）上的資料（英文）